# Camarada Kalashnikov
Camarada Kalashnikov és un grup de rock combatiu, natural de Sant Martí Sarroca, població de l'Alt Penedès, nascut el 2003.
El juny de 2008 l'exemplar de la revista Enderrock va sortir a la venda amb un recopilatori titulat Despertem Consciències, de la discogràfica Radikal Records, segell compromès amb la lluita i la reivindicació social. El disc estava conformat per 17 pistes de punk, oi! i hardcore en català, en el que hi participaven grups com Red Banner, KILL, Segona Opció, Desgavell o Voltor. En aquest cas, el grup penedesenc aportà «Tirano-Saura», cançó que critica la contundència amb la que actua el cos policial dels Mossos d'Esquadra i la hipocresia amb la governa el conseller d'Interior de la Generalitat de Catalunya d'aleshores, Joan Saura.

## Discografia
Llistat dels àlbums editats per la banda:
- 2004 Arma del poble - CC
- 2006 La força de la raó - CC[5]
- 2007 Antisociali vs Camarada Kalashnikov
- 2008 Mans, ment i cor - CC[1]